# Feigheit
Feigheit, veraltet auch als Feigherzigkeit oder Memmenhaftigkeit bezeichnet, ist die Zuschreibung einer kritisch gesehenen oder vorwerfbaren Neigung, sein Handeln durch Angst oder Furcht bestimmen zu lassen. Feigheit wird als ein psychischer Zustand beschrieben, in dem eine Person sich aus Furcht vor einer Gefahr, einem Verlust, vor Schmerz oder Tod einer Aufgabe nicht stellt. Es gibt Zusammenhänge, in denen das feige Verhalten eines Menschen zugleich als ehrlos empfunden wird.

## Begriff
Zum Substantiv Feigheit gehört das Adjektiv feige, das im Altgermanischen die Grundbedeutung von dem Tode verfallen, unselig verdammt hatte. Erst im 15. Jahrhundert entwickelte sich daraus die Bedeutung vor dem Tode, vor der Gefahr zurückschreckend, ängstlich.
Im Brockhaus von 1894 wird die Feigheit beschrieben als „habitueller Zustand des Gemüts, in welchem sich der Mensch vor Gefahren oder Schmerzen in dem Grad scheut, daß dadurch einesteils seine Freiheit und Thatkraft gelähmt, andernteils sein Gefühl für Ehre und Schande abgestumpft wird.“
Als feige wird daher oft eine Person bezeichnet, die es an Mut fehlen lässt und/oder den Konsequenzen eines Handelns ausweicht. Minder schwer wiegt es, als „furchtsam“ oder „zage“ bezeichnet zu werden. Ein feiger Mensch gilt als Feigling. Als Ersatzwort für Feigling findet sich auch das seit dem 16. Jahrhundert belegte Wort Memme, bezogen auf Weib, was wiederum auf das mittelhochdeutsche memme, mamme als „Mutterbrust“ zurückgeht.

## Militärgeschichte
„Feiges“ Handeln gilt insbesondere in solchen Gemeinschaften als verwerflich, in denen es aufgrund äußerer Umstände auf den Mut und die Tapferkeit aller ankommt. So werden in Kriegen Soldaten vor ein Militärgericht gestellt oder hingerichtet, die Feigheit vor dem Feind zeigten und andere durch Worte oder Zeichen aufforderten, ebenfalls Fahnenflucht zu begehen. Nach § 6 des bundesdeutschen Wehrstrafgesetzes entschuldigt „Furcht vor persönlicher Gefahr“ nicht das Verletzen einer militärischen Dienstpflicht.
Bereits im antiken Athen wurden Verweigerer von Militärdiensten als Feiglinge angesehen und verurteilt, drei Tage in weiblicher Kleidung auf dem Markt zu sitzen. In Sparta durfte den Feigling keine Spartiatin heiraten, jeder, der ihm begegnete, konnte ihn schlagen, ohne dass er sich wehren durfte. Zudem hatte er schmutzige oder mit bunten Lappen besetzte Kleidung zu tragen und durfte den Bart nur halb scheren. In der römischen Armee fielen bei Feigheit ganze Truppenteile der Strafe der Dezimation zum Opfer.
Diese Bestrafung ging auch in die Söldnerheere des Mittelalters und späterer Kriegstruppen ein, so 1642, als der Erzherzog Leopold von Österreich nach der verlorenen Schlacht von Breitenfeld alle höheren Offiziere des linken Flügels (der nach seiner Ansicht feige geflohen war) köpfen, die niederen hängen und die Mannschaft durch Erschießen dezimieren ließ. Im Mittelalter wurde in Ritterkreisen bei bekannt gewordener Feigheit jedoch die als Schande geltende Ausschließung aus dem Kreis der Standesgenossen gehandhabt.
Während des Zweiten Weltkriegs wurden viele Soldaten mit der Begründung „Feigheit“ zum Tode verurteilt (§ 85 Militärstrafgesetzbuch für das Deutsche Reich). Beispiele sind:
- Standgericht nach der misslungenen Sprengung der Brücke von Remagen
- Verurteilung des SS-Offiziers Heinz Reinefarth
- Repressalien bei der Schlacht um Breslau.

Die Begründung „Feigheit vor dem Feind“ wurde teils willkürlich verwendet:
- Der NS-Funktionär Ludwig Ruckdeschel ließ seinen Rivalen, Fritz Wächtler, den Gauleiter des Gaues Bayreuth, im April 1945 „wegen Feigheit vor dem Feind“ erschießen, nachdem er ihn im Führerhauptquartier der Fahnenflucht bezichtigt hatte.
- Der Volksgerichtshof verurteilte  Friedrich Fromm wegen „Feigheit vor dem Feind“, weil man ihm die Beteiligung am Attentat auf Hitler am 20. Juli 1944 nicht nachweisen konnte.
- Der U-Boot-Kommandant Heinz Hirsacker fiel wegen Erfolglosigkeit bei einigen Aktionen in Ungnade und wurde Anfang 1943 „wegen Feigheit vor dem Feind“ zum Tode verurteilt.
- Oskar-Heinrich Bär, ein erfolgreicher deutscher Jagdpilot des Zweiten Weltkriegs, widersprach nach dem Rückzug seines Geschwaders aus Nordafrika im Mai 1943 der Kritik des Oberbefehlshabers der Luftwaffe, Hermann Göring. Kurz darauf wurde er wegen „Feigheit vor dem Feind“ zum Staffelkapitän degradiert und zur Jagdflieger-Ergänzungsgruppe nach Südfrankreich strafversetzt. Später wurde er rehabilitiert.

## Weitere Bedeutungen
In der chinesischen Philosophie wird Feigheit jedoch nicht als moralisch verwerflich gesehen, sondern kann eine reine Reaktion auf das Situationspotenzial sein. Es sei somit keine menschliche Eigenschaft, sondern eine Wirkung der Situation. Bei günstigem Situationspotenzial könne mutiges Verhalten zum Vorteil werden, bei ungünstigem jedoch zum Nachteil. Man könne dann abwarten, bis sich die Situation zu eigenen Gunsten weiter entwickelt.

## Regelungen in anderen Ländern
Das brasilianische Wehrstrafgesetzbuch sieht in Artikel 364 des brasilianischen Wehrstrafgesetzbuches die Todesstrafe oder eine Freiheitsstrafe nicht unter 20 Jahren vor.
Artikel 74 des Militärstrafgesetz (Schweiz) sieht eine lebenslange Freiheitsstrafe oder eine Freiheitsstrafe vor.